# Saprochaete saccharophila
Saprochaete saccharophila är en svampart som beskrevs av Coker & Shanor 1939. Saprochaete saccharophila ingår i släktet Saprochaete och familjen Dipodascaceae.   Inga underarter finns listade i Catalogue of Life.